# Sarcochilus roseus
Sarcochilus roseus är en orkidéart som först beskrevs av Stephen Chapman Clemesha, och fick sitt nu gällande namn av Stephen Chapman Clemesha. Sarcochilus roseus ingår i släktet Sarcochilus och familjen orkidéer. Inga underarter finns listade i Catalogue of Life.